# Wurzelfüßer
Die Einteilung der Lebewesen in Systematiken ist kontinuierlicher Gegenstand der Forschung. So existieren neben- und nacheinander verschiedene systematische Klassifikationen. 
Das hier behandelte Taxon ist durch neue Forschungen obsolet geworden oder ist aus anderen Gründen nicht Teil der in der deutschsprachigen Wikipedia dargestellten Systematik.

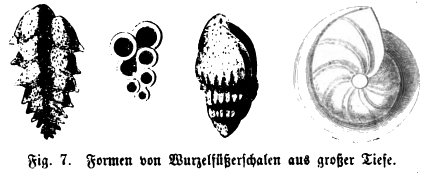
Verschiedene Schalen von Wurzelfüßern. Abbildung aus der Zeitschrift Die Gartenlaube von 1865.

Als Wurzelfüßer (Rhizopoda) bezeichnete man eine heterotrophe Klasse innerhalb der einzelligen Protozoen. Als Bodenlebewesen zählen alle Vertreter aufgrund ihrer geringen Größe zur Mikrofauna.
Die Benennung wird nicht mehr verwendet.

## Merkmale

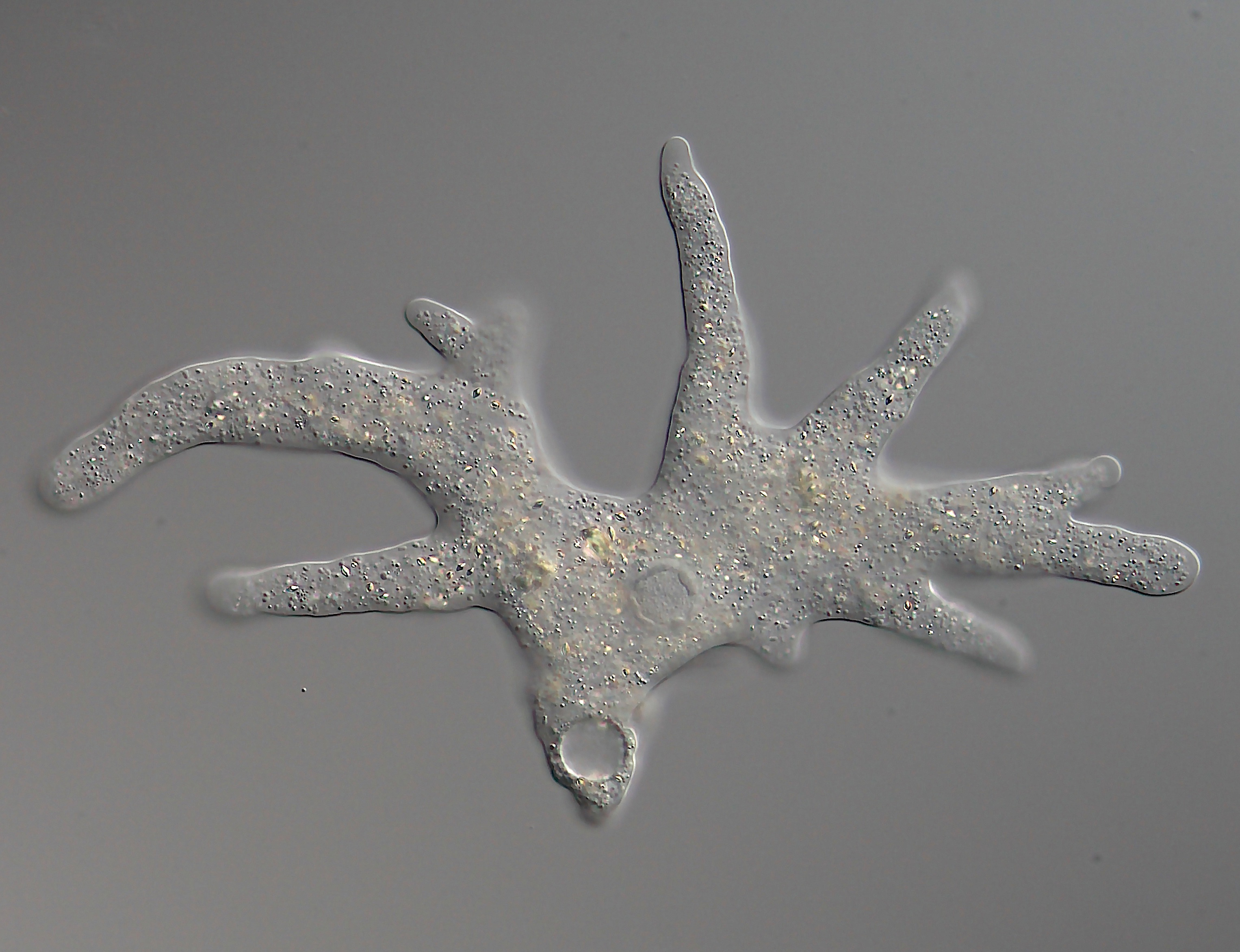
Eine Amöbe mit deutlich erkennbaren Pseudopodien

Wurzelfüßer sind Einzeller deren Leib mindestens einen Zellkern enthält und von einer Zellwand umschlossen ist. Sie verfügen über die Fähigkeit sogenannte Pseudopodien (Scheinfüßchen) aus Protoplasma auszustülpen, die ihnen zur Nahrungsaufnahme, Fortbewegung und Verankerung im Substrat dienen. Diese cytoplasmatischen können ihre Form verändern und je nach Bedarf ausgefahren oder eingezogen werden.

## Lebensraum und Lebensweise
Rhizopoden leben entweder aquatisch, bewohnen feuchte Böden, oder leben in kommensalistischen Gemeinschaften mit anderen Lebewesen. Einige Formen leben als Parasiten in anderen Tieren.
Für ihre Ernährung sind sie auf organisches Material angewiesen.
Die Fortpflanzung von Wurzelfüßer erfolgt oft als ungeschlechtliche Zwei- oder Vielfachteilung. Ausnahmen bilden hier ein Teil der Sonnentierchen und Foraminifera, die sich nicht durch Teilung vermehren.

## Taxonomische Entwicklung
Aufgrund von ihren Pseudopodien erhielten sie von Carl von Siebold den Namen Rhizopoden. Als er das Taxon im Jahr 1845 als Erster beschrieb, umfasste es weitere Lebewesen und enthielten unter anderem die (unbeschalten) Amöben, die Thecamoeben (beschalte oder Testate Amöben), die Foraminiferen, die Sonnentierchen (Heliozoa) und die Strahlentierchen (Radiolaria). In phylogenetischer Sicht ist das Taxon als polyphyletisch und damit nicht mehr haltbar aufgegeben worden.